# Schiller-Realgymnasium (Stettin)
Das Stettiner Schiller-Realgymnasium-Gebäude stand an der Ecke von der Schillerstraße (heutzutage Ulica Mazowiecka) und Moltkestraße (heutzutage Aleja Wyzwolenia), auf dem Gebiet der gegenwärtigen Stadtsiedlung Centrum, im Stadtbezirk Śródmieście. Es wurde während der alliierten Bombenangriffe ernsthaft zerstört und nicht wiederaufgebaut.

## Geschichte
Das Gebäude wurde in den Jahren 1879–1881 für die Städtische Realschule erbaut, die 1860 von Gustaw Sievert als Sievertsche Höhere Knabenschule gegründet wurde. Ursprünglich hatte die Schule ihren Sitz in Börse Stettin am Heumarkt. 1862 befand sich die Schule in einem Gebäude am Klosterhof 1 (zerstört im Zweiten Weltkrieg). Am 17. Oktober 1881 wurde die Schule in ein neues Gebäude in der Schillerstraße 6 versetzt. 1882 gab man der Schule den neuen Namen Städtisches Realgymnasium. Seit 1890 bis 1944 hieß sie Schiller-Realgymnasium.
Seit 1880 arbeitete im Schiller-Realgymnasium Prof. Friedrich Krankenhagen – ein deutscher Philosoph, Botaniker, Mathematiker. Bevor er 1913 zum Schuldirektor befördert wurde, unterrichtete er Mathematik, Chemie, Natur und Physik.
Während des Zweiten Weltkriegs diente der Keller des Gebäudes als Schutzraum für die Zivilbevölkerung. Bei den alliierten Bombenangriffen auf Stettin wurde das Schulgebäude zweimal beschädigt: das erste Mal in der Nacht vom 20. zum 21. April 1943 und das zweite Mal in der Nacht vom 16. zum 17. August 1944. Aufgrund der erheblichen Kriegszerstörungen baute man es nicht wieder auf. An seiner Stelle wurden die Fahrbahn der verbreiterten Ulica Jaromira (heutzutage Aleja Wyzwolenia) und ein Wohnblock errichtet.